# Plessé
Plessé település Franciaországban, Loire-Atlantique megyében. Lakosainak száma 5281 fő (2022. január 1.). Plessé Avessac, Fégréac, Le Gâvre, Guémené-Penfao és Guenrouet községekkel határos.

## Népesség
A település népességének változása:
| Lakosok száma | 3523 | 3436 | 3298 | 3938 | 5017 | 5193 | 5248 | 5266 | 5265 | 5281 |
|               | 1968 | 1982 | 1990 | 2006 | 2013 | 2015 | 2017 | 2019 | 2020 | 2022 |